# Том-Грін (округ)
Шаблон:StateAbbr_ 31°25′ пн. ш. 100°28′ зх. д. / 31.41° пн. ш. 100.46° зх. д.
Округ Том-Грін (англ. Tom Green County) — округ (графство) у штаті Техас, США. Адміністративним центром округу є місто Сан-Анджело. Ідентифікатор округу 48451.

## Історія
Округ утворений 1874 року.

## Демографія
За даними перепису 2000 року загальне населення округу становило 104010 осіб, зокрема міського населення було 87969, а сільського — 16041. Серед мешканців округу чоловіків було 50323, а жінок — 53687. В окрузі було 39503 домогосподарства, 26802 родин, які мешкали в 43916 будинках. Середній розмір родини становив 3,09.
Віковий розподіл населення поданий у таблиці:
| Стать    | До 15 років | 15-21 | 22-29 | 30-39 | 40-49 | 50-65 | 65-85 | Понад 85 |
| -------- | ----------- | ----- | ----- | ----- | ----- | ----- | ----- | -------- |
| Чоловіки | 11435       | 6755  | 5749  | 6817  | 6943  | 6930  | 5183  | 511      |
| Жінки    | 10775       | 6662  | 5761  | 7188  | 7442  | 7584  | 6931  | 1344     |

## Суміжні округи
- Коук — північ
- Раннелс — північний схід
- Кончо — схід
- Менард — південний схід
- Шлайхер — південь
- Іріон — захід
- Рейган — захід
- Стерлінг — північний захід